# Orda Khan
Orda Khan (voor 1205- ca. 1280) was de oudste zoon van Jochi en de oudste kleinzoon van Dzjengis Khan. Hij was de broer van de bekendere Batu en van Berke en Siban.
Zijn erfdeel bij het overlijden van zijn vader en grootvader was de macht over de Witte Horde, onderdeel van de latere Gouden Horde. Het gebied dat hij daarbij kreeg toegewezen was van het Balkasjmeer tot aan de Wolga. Hierover regeerde hij van 1226/1227 tot circa 1280. Met zijn broer Siban deelde hij het gebied tussen de Oeral en de Irtysj. Hij had recht gehad op meer macht, maar liet dit over aan de jongere, assertievere Batu.
Orda nam deel aan de veldtochten van zijn broer Batu in Europa tussen 1237 en 1242. Hij was samen met onder meer Güyük, Berke en Möngke een van de bevelhebbers. Waar Batu vooral veel macht ambieerde, bleef Orda meer in de luwte. Van Orda's vrouwen en kinderen is weinig bekend. Menig Mongools heerser voerde echter later zijn stamboom op hem terug.
De naam Orda is waarschijnlijk niet zijn echte naam, het zou een verbastering zijn van het Mongoolse woord voor horde: odru. Mogelijkerwijs valt Ordu Khan samen met de legendarische Kazachse leider Alasch Khan.